# L'Apocalypse des animaux
L'Apocalypse des animaux é um álbum de estúdio do músico grego Vangelis, lançado em 1973. Foi gravado como a Trilha-sonora para uma série de documentários sobre o reino animal dirigida por Frédéric Rossif e apresentada na televisão francesa em 1970.

## Faixas
1. "Apocalypse des Animaux – Générique" – 1:26
2. "La Petite Fille de la mer" – 5:54
3. "Le Singe bleu" – 7:39
4. "La Mort du loup" – 3:03
5. "L'Ours musicien" – 1:03
6. "Création du Monde" – 10:03
7. "La Mer recommencée" – 5:56